# Dorfkirche Stockhausen

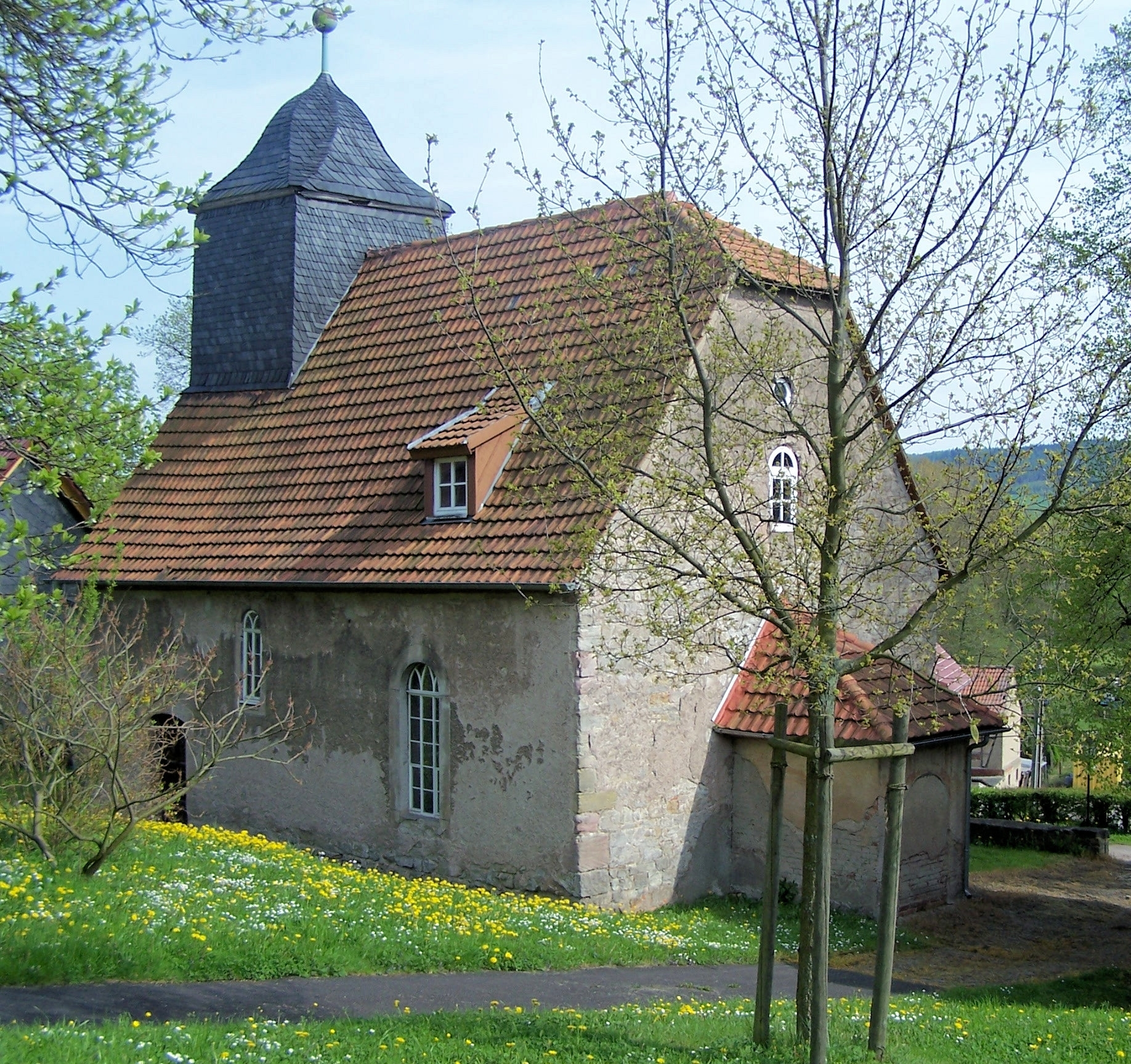
Die Kirche

Die evangelisch-lutherische Dorfkirche Stockhausen ist die Kirche vom Ortsteil Stockhausen der Stadt Eisenach in Thüringen.

## Geschichte
Die schlichte Dorfkirche befindet sich am Westrand des Ortsteils Stockhausen. Sie stammt aus dem 17. Jahrhundert. In ihr werden zweimal Gottesdienste im Monat abgehalten.